# Encephalartos munchii
Encephalartos munchii är en kärlväxtart som beskrevs av Robert Allen Dyer och Inez Clare Verdoorn. Encephalartos munchii ingår i släktet Encephalartos och familjen Zamiaceae. IUCN kategoriserar arten globalt som akut hotad. Inga underarter finns listade i Catalogue of Life.